# Мурдханья такараму

Мурдханья такараму

Мурдханья такараму (телугу మూర్ధన్య టకారము ; Усиленная такараму) — та, буква алфавита телугу,  обозначает ретрофлексный переднеязычный глухой взрывной согласный [ṭ]. Та гунинтам: ట, టా, టి, టీ, టు, టూ, టె, టే, టై, టొ, టో, టౌ.
Подстрочная форма - таватту:

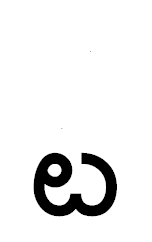
Таватту (телугу)
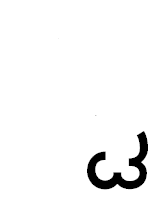
Таотту (каннада)